# Mąka ziemniaczana

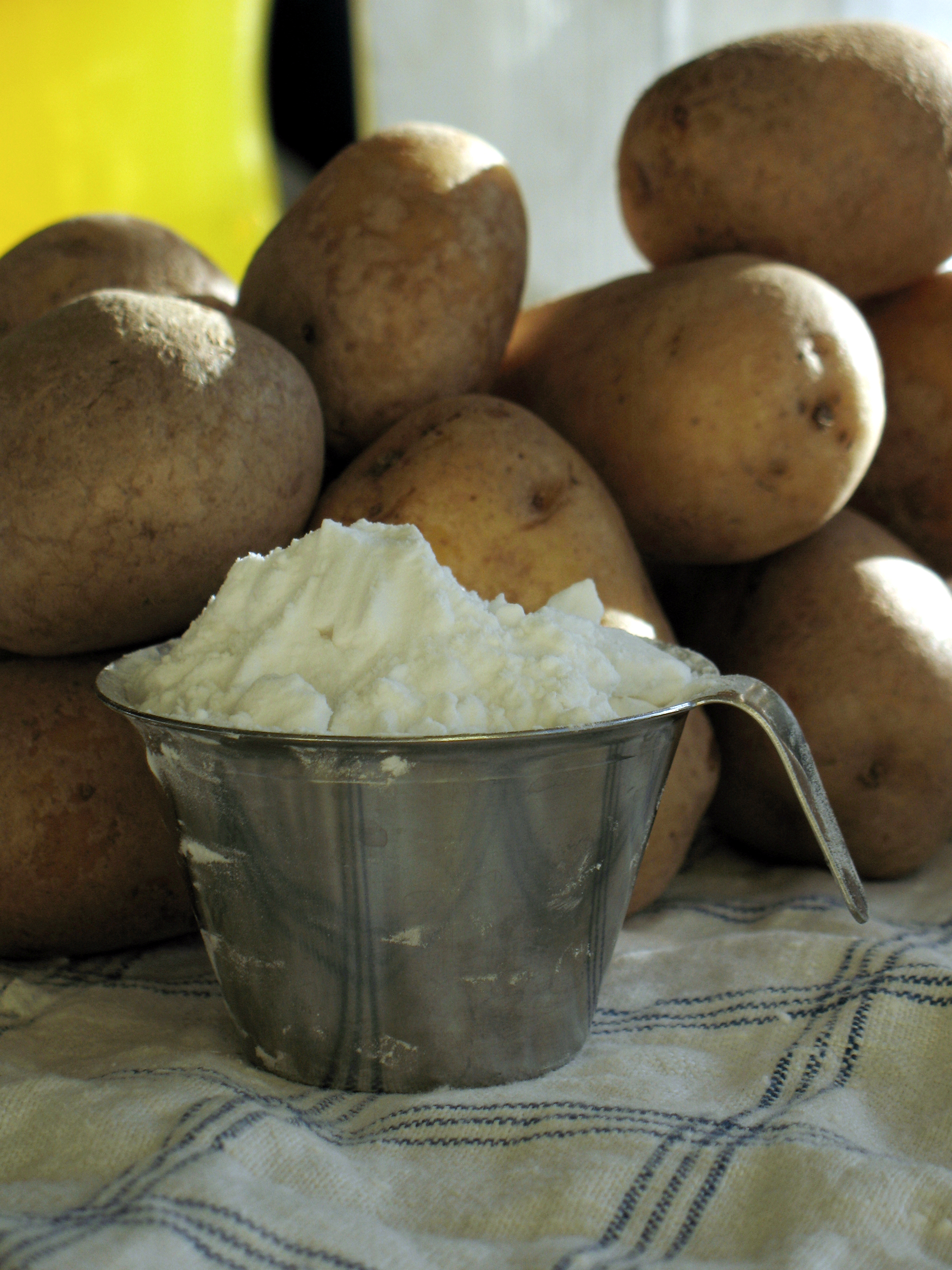
Mąka ziemniaczana

Mąka ziemniaczana, mączka ziemniaczana, skrobia ziemniaczana, krochmal – produkt uzyskiwany z bulw pędowych ziemniaków. Zawiera około 84% skrobi (pozostałość stanowi woda), co jest zależne od wilgotności względnej powietrza.
Mąka ziemniaczana ma postać sypkiego, matowego proszku o barwie czysto białej, bez obcych zapachów i posmaków. Proszek ten, ściśnięty w dłoni, charakterystycznie chrzęści. Skrobia ziemniaczana naturalnie nie zawiera glutenu, istnieje jednak ryzyko skażenia krzyżowego glutenem podczas nieprawidłowego transportu i przechowywania np. w sklepie. Stosowana w przemyśle ze względu na właściwości zagęszczające.

## Otrzymywanie
Proces otrzymywania mąki ziemniaczanej obejmuje: przyjęcie surowca – bulw ziemniaków (analiza zawartości skrobi), mycie i usuwanie zanieczyszczeń, rozdrabianie, oddzielenie soku z miazgi bulw, wymywanie skrobi (ekstrakcja), rafinacja, odwadnianie i suszenie. Wydajność procesu z użyciem nowoczesnych technologii sięga 97-98% całkowitej zawartości skrobi w ziemniakach.

## Zastosowanie
Niektóre zastosowania mąki ziemniaczanej:
- w przemyśle spożywczym jako zagęstnik (zup, sosów), do produkcji kisieli owocowych i mlecznych, do wypieku ciast[5], również jako mieszanka z mąką pszenną[9] (mąka ziemniaczana nie zmienia smaku ani barwy zagęszczanych nią potraw[3])
- w przemyśle włókienniczym przy apreturowaniu tkanin
- w recepturze i przemyśle farmaceutycznym oraz kosmetycznym do produkcji przysypek, pudrów oraz jako środek wypełniający i powodujący rozpad tabletek[10]
- w przemyśle chemicznym (np. do produkcji klejów), papierniczym (jako wypełniacz poprawiający gładkość papieru) i lekkim
- w gospodarstwach domowych w celach kulinarnych (do wypieku ciast, zagęszczania zup i sosów, przyrządzania kisieli, budyni, pyz i klusek ziemniaczanych), krochmalenia tkanin
- w produkcji dekstryn, hydrolizatów skrobiowych, syropów skrobiowych, glukozy, etanolu[10], modyfikatów skrobiowych, preparatów krochmalowych
- do celów technicznych w różnych gałęziach przemysłu.